# Villa El Carmen
Villa El Carmen, noto anche con il nome del suo nucleo principale Villa Carlos Fonseca Amador o Villa Carlos Fonseca, è un comune del Nicaragua facente parte del dipartimento di Managua.